# Захаревич, Михаил Васильевич
Михаил Васильевич Захаревич  (26 сентября 1950, Сосонка, Винницкая область, Украинская ССР, СССР — советский и украинский театральный деятель, актёр. Генеральный директор-художественный руководитель Национального академического драматического театра имени Ивана Франко. Народный артист Украины (2004), член-корреспондент Национальной академии искусств Украины (2017).

## Биография
Родился 26 сентября 1950 года в селе Сосонка (ныне — Винницкий район, Винницкая область, Украина).
В 1972 году окончил Харьковский государственный институт искусств имени И. П. Котляревского, а в 1989 году — Всесоюзный институт повышения квалификации работников культуры по специальности «менеджер».

## Театральная карьера
Свою профессиональную деятельность начал в 1967 году в Винницком областном театре кукол, где проработал до 1968 года. С 1972 по 1981 год был актёром Запорожского музыкально-драматического театра имени Николая Щорса. В последующие годы занимал руководящие должности в различных театральных учреждениях:
- 1981—1983 — заместитель директора Запорожского областного театра кукол[2].
- 1983—1984 — директор Запорожского областного театра кукол[2].
- 1984—1992 — директор Запорожского музыкально-драматического театра имени Николая Щорса[1][2].
- 1992—1994 — директор Киевского академического украинского драматического театра имени Ивана Франко[1][2].

С 1994 года — генеральный директор Национального академического драматического театра имени Ивана Франко, а с 2018 года занимает должность генерального директора-художественного руководителя театра.

## Научная и административная деятельность
В 1996—2000 годах занимал пост первого заместителя министра культуры и искусств Украины. В 2016 году защитил диссертацию на тему «Национальный академический драматический театр имени Ивана Франко в динамике социокультурных преобразований 1920—2001 годов» и получил степень доктора философии.
Преподаватель Киевского национального университета театра, кино и телевидения имени И. Карпенко-Карого. Автор ряда научных статей по истории театра и вопросам управления театральными учреждениями. С 1 февраля по 9 апреля 2021 года занимал должность главы Украинского культурного фонда.

## Театральные роли
- Збышек — «Мораль пани Дульской» Г. Запольской
- Малахов — «Остановите Малахова» Г. Агранова
- Люсиндо — «Влюблённая плутовка» Лопе де Вега
- Валерик — «Третья патетическая» Н. Погодина[10]

## Награды и звания
- 1989 — Заслуженный работник культуры УССР[2]
- 1999 — Заслуженный деятель искусств Украины[11]
- 2000 — Почётная грамота Кабинета Министров Украины[2]
- 2004 — Народный артист Украины[1]
- 2010 — Орден князя Ярослава Мудрого V степени[1][2]
- 2015 — Орден князя Ярослава Мудрого IV степени[2]

Является лауреатом Премии имени Николая Садовского.